# Les Misérables (1958)
Les Misérables is een Frans-Italiaans-Duitse film van Jean-Paul Le Chanois die uitgebracht werd in 1958.
Het gaat om de vierde Franse en meest succesvolle verfilming tot dan toe van het gelijknamige meesterwerk (1862) van Victor Hugo. Eerdere versies verschenen allen onder dezelfde titel:  twee stomme films die dateren uit 1912 (Albert Capellani) en uit 1925 (Henri Fescourt) en een spreekfilm uit 1934 (Raymond Bernard). Op Le Petit Monde de don Camillo (1952) na was de film de grootste Franse kaskraker van de jaren vijftig in Frankrijk.
Het ganse verhaal heeft de periode tussen de Slag bij Waterloo en de Parijse republikeinse opstand van 1832 als historische achtergrond.

## Samenvatting
Toulon, begin 19e eeuw. Jean Valjean is veroordeeld tot 5 jaar dwangarbeid als straf voor het stelen van een brood. Zijn straf wordt enkele keren verlengd onder meer omdat hij meermaals poogde te ontsnappen uit de gevangenis. Na 19 jaar komt hij vrij. Bij zijn vrijlating krijgt hij van gevangenisdirecteur Javert te horen dat hij bij de minste misstap voor altijd opgesloten zal worden. Op zijn weg naar huis klopt hij in Digne aan bij bisschop Bienvenue Myriel. De zachtaardige geestelijke biedt hem zijn gastvrijheid aan. 's Morgens stelt de dienstmeid vast dat Valjean ervandoor is met al het zilverwerk. Wanneer de gendarmes Valjean naar het huis van Myriel terugbrengen redt de bisschop hem uit de handen van het gerecht door te verklaren dat hij Valjean het zilverwerk geschonken heeft. Zijn wedervaren met de bisschop doet Valjean besluiten vanaf nu alleen nog deugdzaam te leven. 
Enkele jaren later vestigt hij zich in Montreuil-sur-Mer waar hij een geliefd weldoener en burgemeester wordt. Op een dag komt de nieuwe politie-inspecteur zich aan hem voorstellen. Die blijkt de zoon van Javert te zijn, een man die al even zwart wit denkt als zijn vader en de wereld opdeelt in deftige burgers en uitschot (dat uitschot blijft) ...

## Rolverdeling
| Acteur             | Personage                     |
| ------------------ | ----------------------------- |
| Jean Gabin         | Jean Valjean/Champmathieu     |
| Bernard Blier      | Javert, vader en zoon         |
| Bourvil            | Thénardier                    |
| Giani Esposito     | Marius Pontmercy              |
| Elfriede Florin    | mevrouw Thénardier            |
| Silvia Monfort     | Éponine                       |
| Béatrice Altariba  | Cosette                       |
| Martine Havet      | Cosette als kind              |
| Danièle Delorme    | Fantine                       |
| Jimmy Urbain       | Gavroche                      |
| Isabelle Lobbé     | Azelma                        |
| Fernand Ledoux     | Monseigneur Bienvenue Myriel  |
| Serge Reggiani     | Enjolras                      |
| Lucien Baroux      | mijnheer Gillenormand         |
| Jean Murat         | kolonel Georges Pontmercy     |
| Madeleine Barbulée | zuster Simplice               |
| Marc Eyraud        | Grantaire                     |
| Pierre Tabard      | Prouvaire                     |
| Jacques Harden     | Courfeyrac                    |
| Gérard Darrieu     | Feuilly                       |
| Hans-Ulrich Laufer | Combeferre                    |
| Beyert             | Bahorel                       |
| Julienne Paroli    | mevrouw Magloire              |
| Jean d'Yd          | Mabeuf                        |
| Suzanne Nivette    | juffrouw Gillenormand         |
| Jean Ozenne        | prefect van Montreuil-sur-Mer |
| René Fleur         | kardinaal                     |
| Gabrielle Fontan   | overste van de nonnen         |